# Carola Clasen
Carola Clasen (* 7. Mai 1950 in Köln) ist eine deutsche Autorin von Kriminalromanen.

## Leben
Carola Clasen wurde am 7. Mai 1950 in Köln geboren. Sie besuchte das Hildegard-von-Bingen-Gymnasium in Köln-Sülz und arbeitete nach einem Sprachenstudium zunächst einige Jahre als Fremdsprachenassistentin in Belgien. Nach ihrer Rückkehr nach Deutschland veröffentlichte sie einige Kurzgeschichten im Rundfunk und 1998 ihren ersten Eifel-Kriminalroman „Atemnot“. Sie lebt und arbeitet in Hürth bei Köln.

## Literarisches Werk
Carola Clasen wird die „Queen of Eifel-Crime“ genannt und erwarb sich einen Namen mit zahlreichen Lesungen. In ihren Kriminalromanen schuf sie die eigenwillige Hauptkommissarin Sonja Senger mit den Höhen und Tiefen der weiblichen Psyche in ihrem „Forsthaus am Ende der Stromleitung“. Sie löst auf unkonventionelle und intuitive Art ihre Fälle. Carola Clasens Kurzgeschichten decken die mörderische Vielfalt des täglichen Lebens ab. Darüber hinaus veröffentlichte sie einen Köln-Krimi und eine phantastische Erzählung, die ebenfalls in der Eifel spielt. Sie ist Mitglied im Syndikat (Autoren).

### Eifelkrimis
- Atemnot. Emons, Köln 1998, ISBN 3-89705-132-X. (Eifel-Krimi 3)
- Novembernebel. KBV, Hillesheim 2001, ISBN 3-934638-93-7. Hörbuch: 2006, ISBN 3-86667-213-6.
- Tot und begraben. KBV, Hillesheim 2003, ISBN 3-937001-03-4. Hörbuch: 2006, ISBN 3-86667-214-4.
- Auszeit. KBV, Hillesheim 2004, ISBN 3-937001-43-3. Hörbuch: 2006, ISBN 3-86667-216-0.
- Wildflug. KBV, Hillesheim 2006, ISBN 3-937001-88-3. Hörbuch: 2008, ISBN 978-3-8368-0118-8.
- Mord im Eifel-Express. KBV, Hillesheim 2008, ISBN 978-3-940077-41-7. Hörbuch: 2009, ISBN 978-3-8368-0443-1.
- Spiel mir das Lied vom Wind. KBV, Hillesheim 2009, ISBN 978-3-940077-61-5.
- Tote gehen nicht den Eifelsteig. KBV, Hillesheim 2011, ISBN 978-3-942446-05-1.
- Sechs in der Eifel. KBV, Hillesheim 2013, ISBN 978-3-942446-95-2.
- Atemnot. KBV, Hillesheim 2014, ISBN 978-3-95441-196-2.
- Eifelmadonna. KBV, Hillesheim 2017, ISBN 978-3-95441-360-7.
- Wenn die Eifel brennt. KBV, Hillesheim 2018, ISBN 978-3-95441-439-0.
- Leichenstille. KBV, Hillesheim 2020, ISBN 978-3-95441-520-5.

### Kurzgeschichtenbände
- Schwarze Schafe. KBV-Verlag, Hillesheim 2005, ISBN 3-937001-64-6.
- Die Eifel sehen und sterben. KBV-Verlag, Hillesheim 2012, ISBN 978-3-942446-47-1.

### Köln-Krimi
- Das Fenster zum Zoo. Köln-Krimi, KBV, Hillesheim 2002, ISBN 3-934638-83-X.

### Phantastisches
- Nirgendwo in der Eifel. Edition Eyfalia, KBV, Hillesheim 2012, ISBN 978-3-942446-74-7.

### E-Books
für Kindle und epub
- Mord im Eifel-Express
- Spiel mir das Lied vom Tod
- Tote gehen nicht den Eifelsteig
- Die Eifel sehen und sterben
- Das Fenster zum Zoo
- Novembernebel